# Loa loa
Loa loa är en trådliknande rundmask (nematod) som lever främst i underhudsfettet hos människan. Loa loa orsakar sjukdomen loiasis, där de vanligaste symptomen är kalabarsvullnader och Loa loa-maskar som blir synliga i ögonen.  Loa loa är en av flera maskar som går under samlingsnamnet filarier och sprids via blodsugande bromsar av släktet Chrysops silaceus och Chrysops dimidiatus. Värden för den vuxna masken är människan. Den vuxna honmasken föder larver (så kallade mikrofilarier), som via de blodsugande bromsarna (Chrysops-arter) överförs mellan människor. Det finns inte så många studier om Loa loa eftersom den av många inom forskningen anses vara en harmlös nematod.

## Utseende
Loa loa har en liten, rund och långsmal kroppsform med ett välmarkerat huvud i den ena änden och med en trubbig svans i den andra. En fullvuxen Loa loa är 20-70 mm lång och 0,35-0,43 mm bred. Honorna är oftast större än hanarna. Loa loa juvenil liknar de fullvuxna, men de är mycket mindre. Kroppsväggen skyddas av tre yttre skikt som består av kollagen och andra föreningar. De tre yttre skikten hos juvenilen utsöndras av epidermis och skyddar larven så att den kan invadera de blodsugande bromsarnas matsmältningskanal.

## Ekologi
Loa loa finns i Väst- och Central Afrika, i områden med varmt och fuktigt klimat. Den förekommer främst i områden med regnskogar och våtmarker. Detta eftersom regnskogar och träsk är den främsta livsmiljön för de blodsugande bromsarna Chrysops som överför Loa loa mellan sina humana värdar. Bromsarna som sprider Loa loa är vanligare under regnperioderna och är aktiva under dagtid. I människan lever Loa loa främst i underhudsfettet men de kan även vandra djupare in i kroppen. Loa loa har en mycket komplicerad livscykel.

### Livscykel

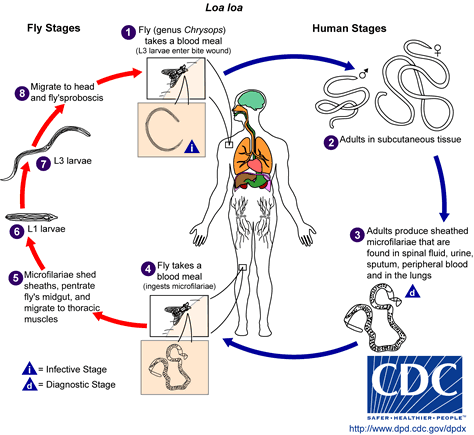
Loa loa livscykel

1. En infekterad broms biter en människa som ej är infekterad av Loa loa. Med bettet överförs det tredje larvstadiet via bromsens stickande och sågande sugsnabel in under huden på människan.[3]
2. Larven utvecklas till en fullt utvecklad könsmogen mask i underhudsfettet hos människan.[3]
3. Honan producerar feromon för att attrahera hanarna. Hanen virar sig runt honan med sin krökta del över honans könsorgan. Hanen använder sig av “nålar” för att hålla fast honan under parning. Loa loa har spermier som är amöbaliknande och de saknar flagell.[5] Efter parning föder honan mikrofilarier som finns i blodflödet dagtid och nattetid gömmer de sig i lungorna.[5]
4. En oinfekterad broms biter en människa som är infekterad av Loa loa och får på så vis i sig mikrofilarier.[3]
5. Mikrofilarierna följer med blodet till bromsens mage där de släpper sitt skyddande hölje, tar sig genom tarmväggen och fortsätter sin resa mot bröstkorgsmuskulaturen.[3]
6. I bröstkorgsmuskulaturen utvecklas mikrofilarien till det första larvstadiet.[3]
7. Larven stannar i bröstkorgsmuskulaturen och fortsätter att utvecklas tills den når det tredje larvstadiet.[3]
8. Larven, som är i tredje larvstadiet, förflyttar sig till snabeln på bromsen. Larven är nu redo att överföras till människan och påbörja en ny cykel.[3]

## Loiasis
Loa loa orsakar sjukdomen Loiasis eller “Afrikansk ögonmask”. Loiasis förekommer inte vanligtvis i Sverige, dock har några enstaka fall dokumenterats bland personer som besökt områden där sjukdomen förekommer. Den geografiska utbredningen är begränsad till de centrala och västra delarna av Afrika (Angola, Kamerun, Centralafrikanska republiken, Tchad, Demokratiska republiken Kongo, Ekvatorialguinea, Gabon, Nigeria, Sudan och Republiken Kongo) där mer än 10 miljoner människor beräknas vara smittade.

### Symptom
De vanligaste symptomen av loiasis är kalabarsvullnader och ögonmaskar. Kalabarsvullnader är kliande och ömmande svullnader som oftast uppstår kring leder, vrister och knän. Kalabarsvullnader uppstår oftast på ett ställe i taget, de är 10-20 cm långa och har en varaktighet på några dagar upp till en vecka. När den vuxna masken migrerar genom ögat blir den synlig där och kan då ge upphov till blodstockning i ögonen, klåda, smärta och ljuskänslighet. Ögonmaskarna kan vara väldigt smärtsamma men de befinner sig bara i ögat i några få timmar och som högst i upp till en vecka innan de migrerar vidare i kroppen. De orsakar bara minimala skador på det drabbade ögat.
Andra symptom för loiasis är allmän klåda, hudutslag, muskelsmärta, smärta i leder, utmattning och vuxna maskar som rör sig och blir synliga under huden. Även ökat antal eosinofiler vid blodprovstagning är ett tecken på loiasis (parasitinfektion).

### Diagnostisering
Diagnostisering kan ske genom att man identifierar maskar under huden eller i ögat, genom mikroskopisk undersökning av patientens blod för att upptäcka larver, samt genom att man finner antikroppar mot Loa loa i patientens blod. En diagnos kan vara svår att ställa hos patienter med låga nivåer av larver i blodet.

### Behandling
Den enklaste behandlingen av loiasis är att ta bort maskarna under huden och bakom ögat. Det lindrar de lokala symptomen men det botar inte patienten från loiasis. För att bota patienten från infektionen och symptomen som loiasis orsakar, används Diethylcarbamazine (DEC) och Albendazole, två stycken antiparasitmediciner. Diethylcarbamazine (DEC) dödar både larver och vuxna maskar och Albendazole tar död på de fullvuxna maskarna.
Det finns inget vaccin mot loiasis. Det bästa sättet att undvika att smittas av loiasis är att undvika att vistas på de platser där Loa loa finns. Vid vistelse i de områden där Loa loa finns, kan användandet av insektsmedel och skyddande kläder hindra en människa från att bli infekterad.